# 7일간의 애정
7일간의 애정(七日間의 愛情)은 한국에서 제작된 장황연 감독의 1959년 영화이다. 이승화 등이 주연으로 출연하였고 이승화 등이 제작에 참여하였다.

## 출연

### 주연
- 이승화
- 염매리
- 김승호

## 제작진
- 원작자: 한말숙
- 조명: 서영훈
- 녹음: 이경순
- 미술: 박석인